# Endomicorrize
L'Endomicorriza è la simbiosi tra funghi e piante a livello radicale estremamente importante per l'assorbimento dei nutrienti da parte di queste ultime, in particolare in suoli a pH acido. A differenza delle ectomicorrize il fungo penetra all'interno delle stesse cellule radicali. 
Tra le endomicorrize si distinguono: 
- Endomicorrize ericoidi - Tra piante della famiglia delle Ericaceae (Erica, Calluna, Vaccinium, Rhododendron), Epacridaceae, Empetraceae e funghi Ascomiceti e Basidiomiceti. Molti endosimbionti ericoidi non sono coltivabili, i simbionti coltivabili sono ascomiceti, spesso sterili. L'infezione delle cellule epidermiche da parte del fungo avviene direttamente all'interfaccia radice-suolo quindi sono teoricamente possibili infezioni contemporanee da parte di micobionti diversi. All'inizio degli studi questi tipo di associazione veniva considerata un'associazione molto specifica. Oggi, soprattutto con gli studi molecolari che permettono di identificare anche i miceli sterili, nuove specie fungine si aggiungono alla lista. È stato scoperto che funghi micorrizici ericoidi possono formare ectomicorrize su specie arboree (es. Piceirhiza bicolorata con diverse conifere).
- Endomicorrize delle Orchidee - Sono interessate oltre 20.000 specie di Orchidaceae sia epifite sia terrestri. I semi delle orchidee sono molto piccoli e hanno pochissime riserve energetiche l'embrione necessita quindi di una fonte energetica esterna per svilupparsi. Il parenchima del protocormo (stadio eterotrofo di tutte le orchidee) è colonizzato da funghi endomicorrizici che formano gomitoli fungini nelle cellule parenchimatiche. Nelle orchidee l'equilibrio della simbiosi è molto sensibile a fattori ambientali e genetici.
- Endomicorrize arbuscolari - Si caratterizzano per la colonizzazione attiva delle radici, sia all'interno degli spazi intercellulari, sia all'interno delle cellule, dove, pur senza invadere il citoplasma, formano particolari strutture ramificate, gli arbuscoli. Gli arbuscoli instaurano un'ampia superficie di scambio con il simbionte vegetale. In particolare, nell'interfaccia della parete tra arbuscolo e citoplasma avviene la traslocazione bidirezionale di nutrienti tra i simbionti: il fungo cede soprattutto fosforo e altri elementi poco mobili, talvolta cede anche azoto, mentre la pianta cede i fotositentati e, nel caso delle leguminose, può cedere N proveniente dal processo di fissazione simbiotica con i Rizobi. Alcuni funghi arbuscolo micorrizici possono inoltre formare, all'interno della radice, le vescicole, strutture con funzione di riserva. Le endomicorrize arbuscolari si rinvengono in una pluralità di ambienti, soprattutto in quelli in cui l'incidenza della componente erbacea è predominante o la disponibilità del fosforo è bassa. Il livello di specificità nelle micorrize arbuscolari è generalmente molto basso. I funghi micorrizici arbuscolari nel suolo formano un reticolato ifale (indipendente da quello dei funghi ectomicorrizici). I funghi sono simbionti obbligati e appartengono al Phylum Glomeromycota.